# Lehaucourt
Lehaucourt és un municipi francès situat al departament de l'Aisne i a la regió dels Alts de França. L'any 2007 tenia 761 habitants.

## Demografia

### Població
El 2007 la població de fet de Lehaucourt era de 761 persones. Hi havia 284 famílies de les quals 52 eren unipersonals (12 homes vivint sols i 40 dones vivint soles), 96 parelles sense fills, 128 parelles amb fills i 8 famílies monoparentals amb fills.
La població ha evolucionat segons el següent gràfic:
Habitants censats

### Habitatges
El 2007 hi havia 292 habitatges, 285 eren l'habitatge principal de la família i 7 estaven desocupats. 278 eren cases i 14 eren apartaments. Dels 285 habitatges principals, 202 estaven ocupats pels seus propietaris, 78 estaven llogats i ocupats pels llogaters i 5 estaven cedits a títol gratuït; 2 tenien una cambra, 21 en tenien dues, 23 en tenien tres, 77 en tenien quatre i 162 en tenien cinc o més. 218 habitatges disposaven pel capbaix d'una plaça de pàrquing. A 140 habitatges hi havia un automòbil i a 106 n'hi havia dos o més.

### Piràmide de població
La piràmide de població per edats i sexe el 2009 era:
| Homes | Edats   | Dones |
| ----- | ------- | ----- |
| 0     | 95 o +  | 0     |
| 0     | 90 a 94 | 4     |
| 0     | 85 a 89 | 4     |
| 4     | 80 a 84 | 4     |
| 4     | 75 a 79 | 12    |
| 12    | 70 a 74 | 4     |
| 24    | 65 a 69 | 12    |
| 20    | 60 a 64 | 20    |
| 12    | 55 a 59 | 24    |
| 28    | 50 a 54 | 32    |
| 24    | 45 a 49 | 20    |
| 40    | 40 a 44 | 24    |
| 32    | 35 a 39 | 52    |
| 20    | 30 a 34 | 36    |
| 32    | 25 a 29 | 20    |
| 12    | 20 a 24 | 28    |
| 48    | 15 a 19 | 44    |
| 40    | 10 a 14 | 40    |
| 52    | 5 a 9   | 28    |
| 28    | 0 a 4   | 12    |

## Economia
El 2007 la població en edat de treballar era de 499 persones, 353 eren actives i 146 eren inactives. De les 353 persones actives 304 estaven ocupades (176 homes i 128 dones) i 49 estaven aturades (23 homes i 26 dones). De les 146 persones inactives 49 estaven jubilades, 38 estaven estudiant i 59 estaven classificades com a «altres inactius».

### Ingressos
El 2009 a Lehaucourt hi havia 338 unitats fiscals que integraven 871 persones, la mediana anual d'ingressos fiscals per persona era de 14.989 €.

### Activitats econòmiques
Dels 18 establiments que hi havia el 2007, 2 eren d'empreses extractives, 3 d'empreses de construcció, 3 d'empreses de comerç i reparació d'automòbils, 1 d'una empresa de transport, 2 d'empreses d'hostatgeria i restauració, 1 d'una empresa de serveis, 3 d'entitats de l'administració pública i 3 d'empreses classificades com a «altres activitats de serveis».
Dels 4 establiments de servei als particulars que hi havia el 2009, 1 era un paleta, 1 fusteria, 1 electricista i 1 perruqueria.
L'any 2000 a Lehaucourt hi havia 4 explotacions agrícoles que ocupaven un total de 768 hectàrees.

## Equipaments sanitaris i escolars
L'únic equipament sanitari que hi havia el 2009 era una farmàcia.
El 2009 hi havia una escola elemental.

## Poblacions més properes
El següent diagrama mostra les poblacions més properes.